# Дзвіна (річка)
Дзвіна, також Дзвиня́чка — річка в Україні, в межах Чортківського району Тернопільської області. Ліва притока Дністра (басейн Чорного моря).

## Опис і розташування
Довжина сягає 14 км. Дзвіна бере початок з джерел, розтшованих на схід від села Іване-Пусте, протікає у південному напрямку (частково на південний схід) і впадає у Дністер біля південної околиці села Дзвенигород. Протікає через села Дзвинячка, Урожайне, Латківці. Вздовж її річища, біля сіл Михайлівка та Дзвинячка створено штучні водойми — ставки.
У Дзвіні водиться карась, короп, білий амур, окунь та інші прісноводні види риб.